# Калабухов Юрій Вікторович
Юрій Вікторович Калабухов (нар. 1934) — радянський футболіст, півзахисник та нападник.

## Життєпис
У командах майстрів дебютував у сезоні 1952 року в харківському «Локомотиві», з яким у тому ж сезоні виграв першість країни у класі «Б». У сезоні 1953 року дебютував з командою в класі «А». У сезоні 1954 року відзначився першими голами в класі «А», а в матчі з ЦБРА (3:1) віддав гольовий пас Сергію Дуйкову, після чого (транзитом через київський ОБО) призваний на збори саме до ЦБРА. На зборах на початку 1955 року в Термезі й Батумі увійшов до числа молодих гравців, які добре проявили себе, й прийнятий до складу клубу для запасу в лінії нападу. У сезоні 1955 та 1956 за ЦДСА зіграв 2 матчі та вдзначився 1 голом у ворота київського «Динамо». На початку 1960-х виступав за волгоградський «Трактор» у класі «Б».